# Momordica silvatica
Momordica silvatica är en gurkväxtart som beskrevs av Jungkind. Momordica silvatica ingår i släktet Momordica och familjen gurkväxter. Inga underarter finns listade i Catalogue of Life.